# Berkeley, New South Wales
Berkeley är en del av en befolkad plats i Australien. Den ligger i kommunen City of Wollongong och delstaten New South Wales, i den sydöstra delen av landet, omkring 77 kilometer sydväst om delstatshuvudstaden Sydney.
Trakten är tätbefolkad. Närmaste större samhälle är Wollongong, nära Berkeley. Genomsnittlig årsnederbörd är 1 352 millimeter. Den regnigaste månaden är februari, med i genomsnitt 211 mm nederbörd, och den torraste är juli, med 36 mm nederbörd.